# Adel i Finland
I Finland var adelen en privilegeret samfundsklasse i perioden under Sverige og under det Russiske Kejserrige. Adelen (fi. aateli, sv. adel) tæller her omtrent 250 familier. Efter adskillelsen fra Sverige blev der oprettet et finsk ridderhus (1818), der indtil indførelsen af et etkammersystem i 1906 havde politisk stemme som stand på landdagen. Ridderhuset er modelleret over den svenske Riddarhuset i Stockholm. Indtil 1917 kunne nyadling finde sted, og den sidste ubetitlede adling fandt sted i 1904. I 1912 fandt den sidste ophøjelse til friherre sted, og i 1920 blev rettigheder knyttet til skattefritagelse afskaffet.
Finlands adel er inddelt i rangklasser i overensstemmelse med et skema, der nævnes i Lov om Ridderhusets organisering (fi. Ritarihuonejärjestys, sv. Riddarhusordningen).
Rangordenen er som følger (på svensk / finsk):
1. furste / ruhtinas (svarende til fyrste i den tyske adelspraksis)
2. greve / kreivi (greve)
3. friherre / vapaaherra (friherre/baron)
4. riddare / ritari (ridder), en højere klasse af ubetitlet adel, der oprindeligt blev skabt til efterkommere af medlemmer af gehejmerådet i Sverige, og som i 1778 kom til at rumme de ældste familier samt familier, hvori der fandtes kommandører af de svenske kongelige ridderordener. Klassen omfattede 73 familier i Finland.[1] I 1863 blev klassen lagt sammen med nedenstående.
5. herr (svenneklassen) / herra (asemiesluokka), ubetitlet adel

Ifølge ovennævnte lov havde overhovedet for hver familie sæde i ridderhuset. En familie kunne dog lade sig repræsentere ved fremmøde af et andet mandligt medlem af familien, eller endda af en person fra en anden adelsfamilie.
Ligesom det svenske adelsvæsen er det finske karakteriseret ved, at ikke blot adles, men også "introduceres" i ridderhuset og indføres i dets lister. Introduktionen gav sæde i andenkammeret i den finske rigsdag (1809-1906) og før da i Sveriges standsriksdag i Stockholm. Stort set alle nulevende finske adelsslægter er introduceret på ridderhuset og opregnes i en adelskalender, der udkommer hvert tredje år. Undtagelser kan være medlemmer af udenlandske adelsslægter, der ikke er blevet naturaliserede.
Den finske adel var generelt ikke så ressourcestærk som sin parallelle stand i Sverige.